# 帝瓦雷
帝瓦雷（Devialet）是一家法国音频技术公司，生产一系列扬声器（Phantom）和放大器（Expert），2007年成立于巴黎。

## 历史

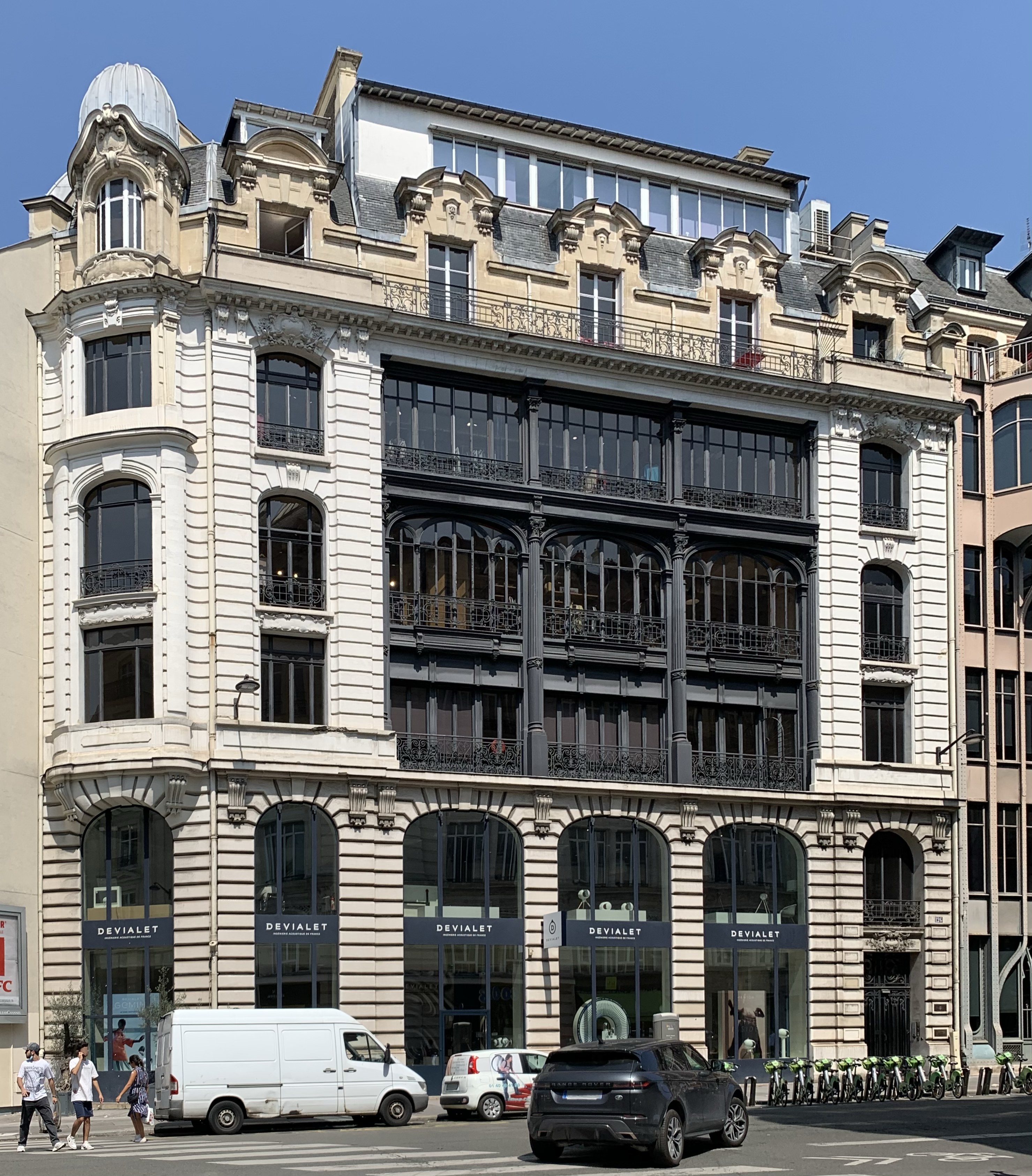
巴黎的 Devialet 商店

2004年，工程师Pierre-Emmanuel Calmel发明了模拟数字混合 (ADH) 音频技术。这项技术结合了模拟功放和数字功放的优势，成为 Devialet 产品的核心基础。三年后，即 2007 年，他利用 ADH 技术开发了一款功放原型，并与 Quentin Sannié 和 Emmanuel Nardin 共同创立了帝瓦雷。 在公司成立时，Sannié担任首席执行官 ，Calmel担任首席技术官。 
2010 年，Devialet 推出了其首款产品——“D-Premier”功放。 2010年至2012年间，Devialet 从多家投资者处筹集了超过1700万欧元的资金。
2013年6月，该公司推出了 D-Premier 功放的升级版 Devialet 240，以及两款新的低端版本：Devialet 110 和 Devialet 170。  2014 年底，帝瓦雷推出了其首款扬声器 Devialet Phantom。这款扬声器于 2015 年初在欧洲上市。   2015 年 6 月，该公司再次进行融资，从之前的投资者处筹集了 1750 万欧元（2000 万美元），本轮融资的目的是为了将Phantom扬声器推向美国市场。 
Devialet 在 2016 年发布了两款新产品：音量高达 108分贝的“Gold Phantom”扬声器和Expert PRO功放。同年 11 月，帝瓦雷完成了一轮由 Ginko Ventures、富士康、Jay-Z 的 Roc Nation、Andy Rubin 的 Playground Global、雷诺集团、夏普公司和 Korelya Capital 等领投的 1 亿欧元（1.06 亿美元）融资。  
2017年10月，该公司与巴黎歌剧院达成了一项为期10年的协议，在巴黎歌剧院建造一间“声音探索室”。 同年，该公司还与雷诺合作开发汽车音响系统，并在12月展示了雷诺 SYMBIOZ 概念车的原型版本。 
自Devialet成立以来一直担任首席执行官的Quentin Sannié于2018年3月卸任，由Frank Lebouchard接任。

## 产品

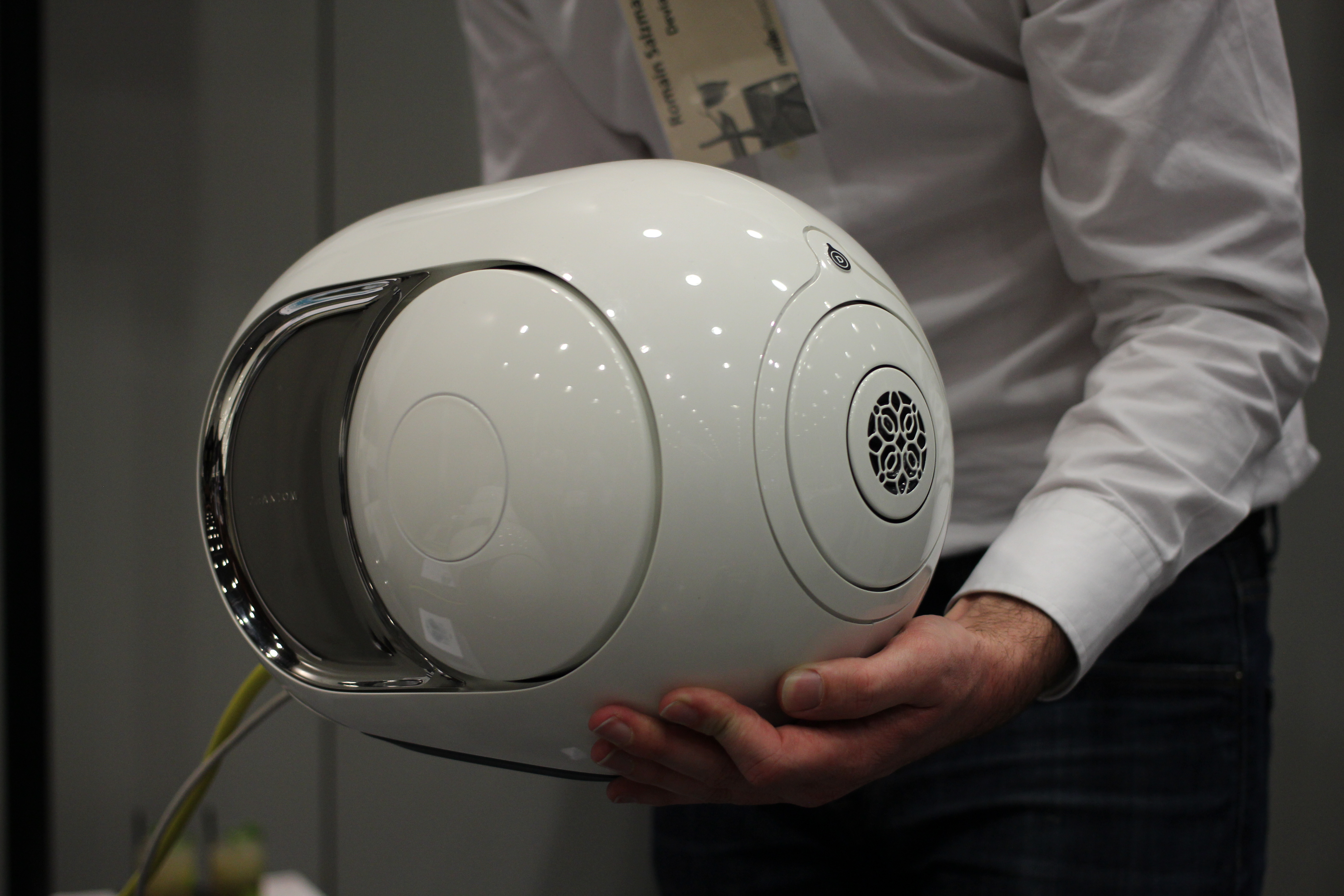
2015 年推出的 Devialet Phantom 扬声器。

### Phantom
Devialet 生产一系列名为“Phantom”的无线扬声器以及一系列名为“Expert Pro”的放大器。Phantom 系列分为两个系列，Phantom Premier 和 Phantom Reactor。   
2016 年 6 月，该公司发布了升级版“Gold Phantom”扬声器，功率为 4,500 瓦，可产生高达 108 分贝的音量。 同年晚些时候，该公司宣布将使用多台金色幻影来打造一款“沉浸式影院系统”。  
2017 年 11 月，该公司发布了原版Phantom的升级版。 
2018 年 10 月，Devialet 发布了Phantom Reactor扬声器。 截至 2018 年，该公司拥有 160 项技术专利。  2019 年 2 月，Devialet 与 Free 联合发布了搭载帝瓦雷扬声器的电视机顶盒。  2019 年 11 月，Devialet 与华为合作，推出了一款专门设计的新型扬声器 Sound X。  2020 年 1 月，Devialet 推出了与Belkin合作设计的 Soundform Elite 扬声器/手机充电器。 

### Dione 条形音响
该公司的家庭影院条形音响系统，名为 Dione。 

### Sky Soundbox
与英国天空广播公司（Sky）联合开发，作为 Sky Q 电视套餐的附加组件发布。 

### Devialet Mania 便携音箱
2022 年，Devialet 宣布推出其首款便携式扬声器 Devialet Mania。 

### Gemini II 双子星入耳式无线耳机
该公司还生产 Gemini 耳塞式无线耳机。  2023 年 9 月，该公司推出了第二款 Gemini 无线耳机。  

## 音频技术
Devialet 设备采用了该公司开发的几种音频技术，并以以下名称销售：
- 模拟数字混合 (ADH) [18]结合了模拟放大器（ A 类）和数字放大器（ D 类）的元素，可实现更大的瓦数和分贝峰值。
- 心跳低音 (HBI)：是一种提供更广泛低频声音覆盖范围[31]并模仿低音炮特性的技术。 [8]
- 扬声器主动匹配 (SAM) 是一种信号处理机制，可以实时分析和调整声音以“重现麦克风记录的精确声压”。
- 有源共球形引擎 (ACE) 是指某些 Devialet 设备（即 Phantom 扬声器）的球形形状，是一种旨在向各个方向传递声音的声学结构。 [31]